# Arthur Loveless
Arthur Lamont Loveless (Big Rapids, 22 de septiembre de 1873-Seattle, 5 de enero de 1971) fue un arquitecto estadounidense que trabajó en el área de Seattle. Nacido en Míchigan, trabajó como contable y banquero en Manistee antes de estudiar arquitectura en la Universidad de Columbia entre 1902 y 1906 aproximadamente. Sin embargo, obligado a abandonar sus estudios por problemas económicos, fue contratado por la firma de su profesor, Delano & Aldrich, antes de mudarse a Seattle en 1907. Después de breves asociaciones con Clayton Wilson y Daniel R. Huntington, Loveless comenzó a ejercer de forma independiente alrededor de 1915. Diseñó una gran cantidad de residencias en Seattle desde finales de la década de 1900 hasta la década de 1940, incluida una mansión de 1909 para el impresario Alexander Pantages, una galardonada residencia de estilo country house inglesa en 1925-1926 y un complejo de estudios y apartamentos en 1930-1933. Se asoció con su socio Lester Fey en 1935 y se le unió Daniel E. Lamont en 1940. La sociedad se disolvió en 1942 y Loveless se retiró. Fue conocido por sus residencias de arquitectura neotudor, especialmente por el uso del estilo neotudor.

## Biografía
Arthur Lamont Loveless nació cerca de Big Rapids, Míchigan, el 22 de septiembre de 1873. Junto con su hermana Georgia, fue uno de los dos hijos de Loren T. Loveless (un barbero y vendedor ambulante) y Carrie E. Thomas. Se graduó de Big Rapids High School en 1891 y se mudó a Manistee, Míchigan, donde encontró empleo como contador para la Manistee Manufacturing Company. Alrededor de 1895, comenzó a trabajar en el Manistee National Bank y trabajó como mensajero bancario, cobrador de facturas y empleado durante los años siguientes.

### Carrera de arquitectura
Loveless se sintió insatisfecho con la banca. Alrededor de 1893, realizó un curso por correspondencia de arquitectura con la Universidad de Chicago, y alrededor de 1902 se mudó a la ciudad de Nueva York para estudiar arquitectura en la Universidad de Columbia. Se vio obligado a abandonar la escuela alrededor de 1906 debido a dificultades financieras, pero pudo conseguir un puesto en la firma con sede en Nueva York de su profesor William Adams Delano, Delano & Aldrich. En 1907, abandonó Nueva York y se trasladó a Seattle.
En 1909, Loveless se asoció con Clayton D. Wilson, anteriormente conocido por diseñar el edificio 400 Yesler. La firma Wilson & Loveless diseñó varias residencias y proyectos comerciales más pequeños en Seattle, en particular una mansión de tres pisos para el impresario Alexander Pantages en 1909. Loveless se asoció con el arquitecto de la ciudad Daniel R. Huntington en 1912. Aunque Loveless comenzó a trabajar de forma independiente nuevamente en 1915, los dos arquitectos continuaron compartiendo oficina durante un año o dos después. Diseñó una serie de pequeños proyectos para el desarrollador inmobiliario Lawrence Colman, incluida una residencia de estilo neotudor entre 1922 y 1923.
Durante la década de 1920, Loveless diseñó varios edificios que ganaron premios de honor del Instituto Estadounidense de Arquitectos (AIA por sus siglas en inglés), incluida su propia residencia (1923-1924) y su oficina (1925-1926). Otro ganador del premio AIA, su casa Darrah Corbet de 1925-1926, está inspirada en las country house s inglesas. Como es habitual en su obra, la casa está orientada hacia el exterior, hacia una vista panorámica, con la entrada principal en su parte trasera. Un pasillo separa el salón y el comedor, este último conecta las dos alas de la casa. Fue presidente de la sección de Washington del AIA entre 1916 y 1917, y fue elegido miembro del AIA en 1941.
Loveless completó varias mejoras comerciales y de inquilinos, como alteraciones en la planta baja del Colman Building. En 1930, Lester Fey se convirtió en su socio y ambos diseñaron el Teatro Playhouse. De 1930 a 1933, Loveless diseñó el Loveless Building, trasladando su estudio original para dar cabida a un patio con un edificio mucho más grande que incorporaba tiendas y oficinas en la planta baja junto a apartamentos en el segundo piso. En 1935 o 1936, Fey se convirtió en socio de la firma. En 1940 se les unió Daniel E. Lamont y formaron la firma Loveless, Fey & Lamont. Esta sociedad se disolvió en 1942 con la entrada de Estados Unidos en la Segunda Guerra Mundial y la empresa continuó bajo el nombre de Lamont & Fey. Loveless se retiró poco después de la disolución de la sociedad y residió en su edificio Loveless.

### Vida personal
Loveless nunca se casó. Fue un ávido viajero que visitó México, Hawái, Japón, Birmania, China y España durante las décadas de 1930 y 1940. Se convirtió en fotógrafo aficionado y coleccionista de arte y artefactos asiáticos, especialmente textiles y botellas de rapé chinas. Después de su muerte en Seattle el 5 de enero de 1971, gran parte de su colección fue donada al Museo de Arte de Seattle.